# Lac Kaamiskapitok
Lac Kaamiskapitok är en sjö i Kanada.   Den ligger i regionen Mauricie och provinsen Québec, i den sydöstra delen av landet, 300 km nordost om huvudstaden Ottawa. Lac Kaamiskapitok ligger 485 meter över havet.
I omgivningarna runt Lac Kaamiskapitok växer i huvudsak blandskog. Trakten runt Lac Kaamiskapitok är nära nog obefolkad, med mindre än två invånare per kvadratkilometer.